# Watch (명령어)
watch는 지정된 명령어를 반복으로 수행하고 표준 출력에 결과를 표시함으로써 사용자가 시간이 지남에 따라 이를 계속 주시할 수 있도록 하는, 리눅스 procps와 procps-ng의 일부인 명령 줄 도구이다. 기본적으로 이 명령어는 2초에 한 번 수행되지만 -n secs 변수를 통해 조정이 가능하다. 이 명령어가 sh -c로 전달되기 때문에 정상 수행을 위해서는 인용 부호(")를 사용하여 감싸야 한다.

## 문법
```
watch [옵션] 명령어 [명령어 옵션]
```

## 예시
```
watch "ps -e | grep php"
```

출력:
```
Every 2s: ps -e | grep php
Tue Jan 30 14:56:33 2007
```

```
reconst  30028  0.0  0.0  7044 2596 ?        S    Jan23   0:00 vim -r core/html_api.php
cinonet  28009  0.0  0.2 20708 11064 ?       SN   Jan25   0:30 php5.cgi
donoiz   23810  0.0  0.2 22740 10996 ?       SN   Jan27   0:30 php.cgi 43/pdf
```

## 같이 보기
- 유닉스 명령어 목록